# Дунай (Речицкий район)
Дуна́й (бел. Дунай) — деревня в Борщевском сельсовете Речицкого района Гомельской области Белоруссии.

## География

### Расположение
В 32 км на восток от Речицы, 10 км от железнодорожной станции Сенозавод (на линии Гомель — Калинковичи), 32 км от Гомеля.

### Гидрография
На востоке мелиоративный канал.

## Транспортная сеть
Рядом автодорога Калинковичи — Гомель. Планировка состоит из короткой прямолинейной улицы, ориентированной с юга на северо-восток и застроенной двусторонне, неплотно деревянными крестьянскими домами.

## История
Основана в начале 1920-х годов переселенцами из соседних деревень на бывших помещичьих землях. В 1932 году организован колхоз. 9 жителей погибли на фронтах Великой Отечественной войны. В составе совхоза «Борщевка» (центр — деревня Борщевка).

## Население

### Численность
- 2004 год — 27 хозяйств, 66 жителей.

### Динамика
- 2004 год — 27 хозяйств, 66 жителей.